# Festival de Cinema de Giffoni
El Festival de Cinema de Giffoni (Giffoni Film Festival) és un festival de cinema anual que se celebra durant el mes de juliol a la ciutat italiana de Giffoni Valle Piana, enfoca a la promoció de pel·lícules destinades a un públic infantil i juvenil. Fundat el 1971 pel director artístic Claudio Gubitosi, la seva característica més distintiva és que són els mateixos nens que conformen els jurats que atorguen els diversos premis.

## Història
El Festival de Giffoni va néixer el 1971, a partir d'una idea del director artístic Claudio Gubitosi i d'un grup d'amics amants del cine que van escollir enfocar-lo al cine per a nens. Van crear així una organització sense ànim de lucre, amb l'objectiu de promoure pel·lícules que pel seu llenguatge, estil, història i temàtica, estan destinades a un públic jove i familiar.
Durant la dècada de 1970 el festival es va obrir a la producció cinematogràfica del nord d'Europa i la Unió Soviètica, fent arribar al seu «jurat en pantalons curts» les faules russes o llargmetratges alemanys i escandinaus, començant a cridar l'atenció i a despertar la curiositat de periodistes i productors.
A la dècada de 1980, Gubitosi, davant les produccions lleugeres i d'una qualitat poc destacable del moment, va appostar per despertar les «ments pensants» del seu públic, buscant per tot el món pel·lícules que reflexessin «els desitjos, temors i somnis, l'angoixa i a força d'una generació concebuda entre les cendres dels grans moviments culturas i socials dels seixants i els setanta».
La dècada va acabar afirmant el festival internacionalment, amb la presència de grans estrelles dle món del cine, com François Truffaut (qui va arribar a afirmar que es tractava del «festival més necessari del món»), Robert De Niro, Sergio Leone, Michelangelo Antonioni o Alberto Sordi.
Durant la dècada de 1990 el Festival va créixer i es va dividir en tres categories: First Screen (de 9 a 12 anys), Free to Fly (de 12 a 14) i Finestra sul Cortile (15-19). El 1997 van posar en marxa els Movie Days, jornades suplementàries de cinema, animació i discussió per escoles de diferents ciutats d'Itàlia que buscaven ampliar l'audiència, limitada forçosament a les jornades del Festival. També es va posar la primera pedra de la Ciutadella del Cinema, el Giffoni Multimedia Valley, una àrea dedicada a la creativitat i la cultura audiovisual i a l'estudi de noves formes d'expressió artística.
A partir de l'any 2001 es va crear la Giffoni World Alliance, una xarxa de festivals a tot el món, exportant el concepte del Giffoni Film Festival primer a Berlín, posteriorment a Miami (amb el Next Gen Film Festival), Polònia i Albània. El 2005 es va celebrar també a Austràlia, on el 2007 es va crear l'associació Giffoni-Austràlia. També el 2005 es van iniciar les edicions del Giffoni Hollywood Film Festival, organitzat per Steven Paul (president de la productora independent Cristall Sky) i l'actor Jon Voight, que en l'edició de 2007 va tenir la seva clausura al cèlebre Teatre Kodak, seu de la cerimònia d'entrega dels Premis Oscar.
Des de 2003 el Giffoni col·labora amb el Festival Internacional de Cinema de Gijón i el Consell de la Mocedá de Gijón en l'intercanvi de jurats d'entre 13 i 17 anys, enviant quatre joves asturians per formar part del jurat de les seccions Generator +13 i Generator +16.

## Premis
El Festival atorga el premi Gryphon a la millor pel·lícula i al millor curtmetratge, de ficció o animació, en sis categories distingides per edat. Les tres primeres categories són Elements +3, +6 i + 10, seguides per Generator +13, +16 i +18.
El nombre de participants en els jurats ha anat creixent amb els anys i el 2011 va arribar als 3.000 participants, provinents de 50 països dels cinc continents.